# August Wilhelm (książę Brunszwiku-Wolfenbüttel)
August Wilhelm (ur. 8 marca 1662, zm. 23 marca 1731) – książę Brunszwiku-Lüneburga i od 1714 roku książę Brunszwiku-Wolfenbüttel. Syn księcia Antoniego Ulryka Brunszwickiego i jego żony Elżbiety. Zmarł bezpotomnie w 1731 roku. Władzę w księstwie objął jego brat Ludwik Rudolf.

## Życie prywatne
- W 1681 roku poślubił swoją kuzynkę Krystynę Zofię.
- W 1695 ożenił się z Zofią Amalią holsztyńską, córką Chrystiana Albrechta.
- Ostatnie małżeństwo zawarł w 1710 z Elżbietą Zofią z Sondenburga.